# Gabriel dos Santos Magalhães
Gabriel dos Santos Magalhães vagy röviden Gabriel (São Paulo, 1997. december 19. –) brazil utánpótlás-válogatott labdarúgó, az Arsenal játékosa, posztját tekintve hátvéd.

## Pályafutása

### Lille
Gabriel pályafutását 2012-ben a  Brasileirãóban szereplő Avaí csapatában kezdte utánpótlásként, majd 2016-ban került fel a brazil csapat első keretébe. 2017. január 31-én csatlakozott a Ligue 1-ban játszó Lille-hez. A klub játékosaként kölcsönben a Ligue 2-ban szereplő Troyes csapatánál és a Prva HNL-ben szereplő Dinamo Zagreb csapatánál is megfordult. 2020. szeptember 1-jén jelentették be, hogy hosszú távú megállapodást írt alá az Arsenal csapatával.

## Válogatott pályafutása
Gabrielt 2017-ben hívták meg először a U20-as brazil válogatottba, a dél-amerikai U20-as bajnokságra.

## Sikerei, díjai
- Dinamo Zagreb
  - Horvát bajnok: 2017–18
  - Horvát kupa: 2017–18

## Fordítás
- Ez a szócikk részben vagy egészben  a   Gabriel dos Santos Magalhães című angol Wikipédia-szócikk fordításán alapul.  Az eredeti cikk szerkesztőit annak laptörténete sorolja fel. Ez a jelzés csupán a megfogalmazás eredetét és a szerzői jogokat jelzi, nem szolgál a cikkben szereplő információk forrásmegjelöléseként.